# Gnophos perviciniaria
Gnophos perviciniaria är en fjärilsart som beskrevs av Eugen Wehrli 1922. Gnophos perviciniaria ingår i släktet Gnophos och familjen mätare. Inga underarter finns listade i Catalogue of Life.